# Блигия
Бли́гия (лат. Blighia) — род деревьев, включённый в подсемейство Sapindoideae семейства Сапиндовые (Sapindaceae). Включает 6 видов. Типовой вид, блигия вкусная, является одним из национальных символов Ямайки.

## Название

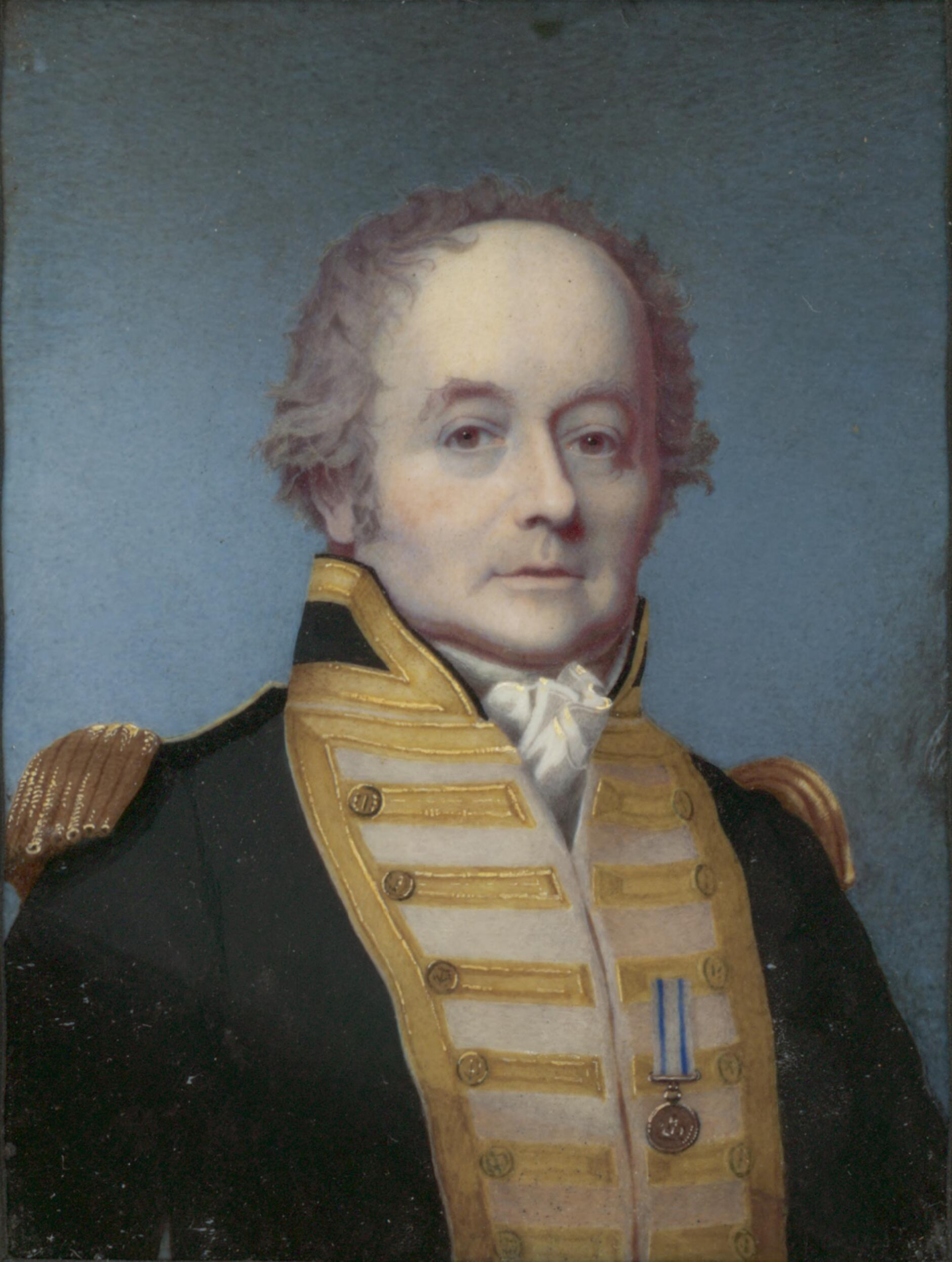
Уильям Блай

Род Блигия был назван немецко-английском ботаником Карлом Кёнигом в честь Уильяма Блая (1754—1817), английского вице-адмирала, мореплавателя, путешествовавшего с Джеймсом Куком.

## Ботаническое описание
Представители рода — довольно крупные деревья. Листья немногочисленные, перисто-рассечённые на одинаковые по размеру доли с ровными краями, располагаются на черешках.
Цветки собраны на концах веток в кистевидные соцветия, на коротких цветоножках, с мелкими прицветниками. Чашечка и венчик пятидольчатые. Чашелистики узко-яйцевидной формы, иногда немного перекрывающие друг друга. Лепестки узкие, чешуйчатые. Тычинки в количестве восьми.
Плод грушевидной формы, крупный, мясистый, семена располагаются в трёх отделениях.

## Ареал
Виды блигии произрастают исключительно в Африке. Блигия вкусная завезена в Центральную Америку и Флориду.

## Таксономия
|  |                                      |  |                                                       |                                                       |                      |  | ещё 8—10 семейств (согласно Системе APG II) |                     |                     |         |
|  |                                      |  |                                                       |                                                       |                      |  |                                             |                     |                     | 6 видов |
|  |                                      |  |                                                       | порядок Сапиндоцветные                                |                      |  |                                             |                     | род Блигия          |         |
|  |                                      |  |                                                       | порядок Сапиндоцветные                                |                      |  |                                             |                     | род Блигия          |         |
|  | отдел Цветковые, или Покрытосеменные |  |                                                       |                                                       | семейство Сапиндовые |  |                                             |                     |                     |         |
|  | отдел Цветковые, или Покрытосеменные |  |                                                       |                                                       |                      |  |                                             |                     |                     |         |
|  |                                      |  | ещё 44 порядка цветковых растений (по Системе APG II) | ещё 44 порядка цветковых растений (по Системе APG II) |                      |  |                                             | ещё около 150 родов | ещё около 150 родов |         |
|  |                                      |  |                                                       | ещё 44 порядка цветковых растений (по Системе APG II) |                      |  |                                             |                     | ещё около 150 родов |         |

### Синонимы

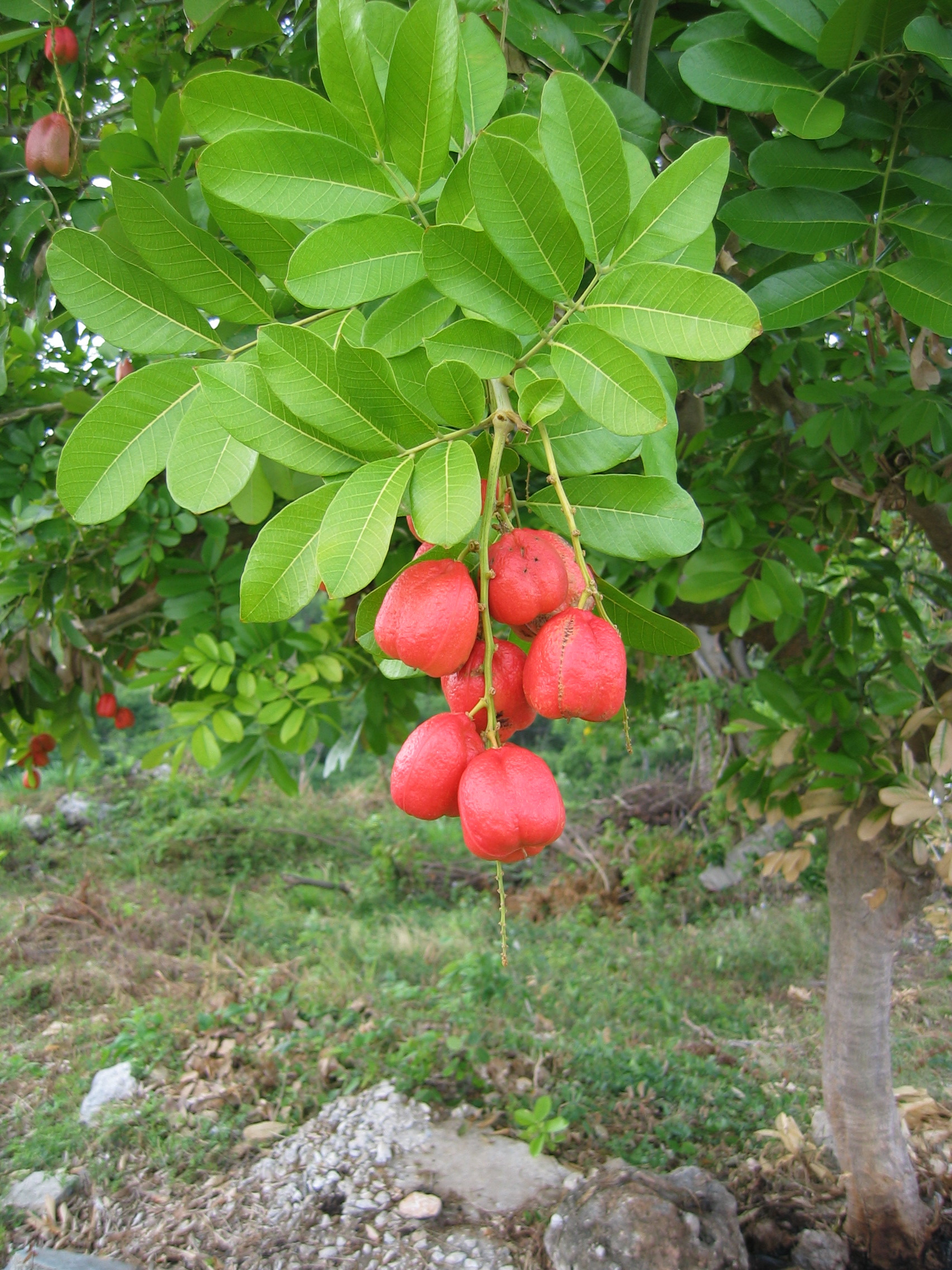
Плоды блигии

- Akea Stokes, 1812
- Akeesia Tussac, 1808
- Phialodiscus Radlk., 1879

### Виды
- Blighia kamerunensis Radlk., 1933
- Blighia laurentii De Wild., 1909
- Blighia mildbraedii Radlk., 1912
- Blighia sapida K.D.Koenig, 1806 — Блигия вкусная
- Blighia unijugata Baker, 1868
- Blighia welwitschii (Hiern) Radlk., 1933